# Diario de España
Diario de España ist eine spanische Tageszeitung mit Sitz in Huelva und Barcelona. Sie wird von einem gemeinnützigen Verein herausgegeben.

## Geschichte
Diario de España wurde am 5. Mai 2022 durch einen spanischen gemeinnützigen Verein gegründet. Laut Google Trends erhält die Zeitung durch eine gemeinsame Analyse auf ihrer eigenen Seite durchschnittlich 40.000 Aufrufe unterschiedlicher Nutzer pro Monat.
Es war eines der meistgelesenen Medien von Ciudadanos während des Wahlkampfes in Andalusien im Jahr 2022 und gilt als ein Medium in der Nähe von Ciudadanos.
Unter der Leitung von David González hatte Diario de España seinen ersten Newsroom in Huelva, obwohl nach der Adressänderung an David Muñoz, der die Position des Chefs der Politik und stellvertretenden Direktor innehatte, sein Hauptquartier nach Barcelona geändert wurde. Seit dem 29. September 2022 ist der Direktor der Zeitung David Muñoz López.

### Ideologie
Obwohl sie ihre politische Haltung nicht definiert haben, führen ihre Publikationen und Leitartikel Liberalismus, Zentralismus und Europäismus.

## Mitarbeiter
Zu ihren wichtigsten Mitarbeitern gehören Sonia Reina, Miguel Urra, Edmundo Bal (Abgeordnete der Bürger im Kongress der Abgeordneten), Soraya Rodríguez (MdEP für Renew Europe) und Eva Poptcheva (MdEP für Renew Europe).